# Ulla Cyrus-Zetterström
Ulla Cyrus-Zetterström, folkbokförd Ulla Birgitta Cyrus Zetterström, ogift Cyrus, född 31 augusti 1913 i Halmstad, död 18 maj 2017 i Täby, var en svensk textiltekniker, vävlärare och författare. 
Hon var ledare för Vävskolan på Textilinstitutet i Borås 1945–1976. Efter detta började hon ägna sig mer åt textilvetenskapliga projekt, bland annat i samarbete med Nordiska museet. Hon utsågs 1982 till hedersdoktor vid Chalmers tekniska högskola.
Hennes Handbok i vävning gavs ut första gången 1949 och kom sedan i flera nya upplagor, även omarbetade sådana.
Cyrus-Zetterström var dotter till disponenten Wilhelm Cyrus och Anna Nordeman, omgift med Harald Wadsjö. Hon gifte sig 1966 med civilingenjören Olof Zetterström (1913–2005). Ulla Cyrus-Zetterström är gravsatt i minneslunden på Danderyds kyrkogård.